# Monte Trigo
Monte Trigo (crioll capverdià Mont Trig) és la vila més occidental de l'illa de Santo Antão a l'arxipèlag de Cap Verd. Està situada a la costa, a 28 kilòmetres a l'oest de Porto Novo i als peus del Topo da Coroa, el cim més alt de l'illa. Només s'hi pot accedir amb un camí amb Tarrafal de Monte Trigo o amb baixell. La vila rep el 100% d'energia renovable des de febrer de 2012.